# Залог-при-Шемпетру
Залог-при-Шемпетру (словен. Zalog pri Šempetru) — поселення в общині Жалець, Савинський регіон, Словенія. 
Висота над рівнем моря: 274,4 м.